# Dung Thủy
Huyện tự trị dân tộc Miêu Dung Thủy (chữ Hán giản thể: 融水苗族自治县, Róngshuǐ Miáozú ZìzhìXiàn, âm Hán Việt: Dung Thủy Miêu tộc Tự trị huyện) là một huyện thuộc địa cấp thị Liễu Châu, khu tự trị dân tộc Choang Quảng Tây, Cộng hòa Nhân dân Trung Hoa. Huyện Dung Thủy có diện tích 4665 km², dân số năm 2002 là 470.000 người. Về mặt hành chính, huyện Dung Thủy được chia thành 7 trấn, 13 hương.
- Trấn: Dung Thủy, Vĩnh Lạc, Hoà Mục, Hoài Bảo, Tam Phòng, Động Đầu, Đại Lãng.
- Hương: Uông Động, hương dân tộc Dao Đồng Luyện, hương dân tộc Đồng Cổn Bối, Can Động, An Thái, Tứ Vinh, Hương Phấn, An Thùy, Bạch Vân, Hồng Thủy, Cung Động, Lương Trại và Đại Niên.